# استیون بردبری (فعال حقوق بشر)
استیون بردبری (انگلیسی: Stephen Bradberry؛ زادهٔ c. 1966) فعال حقوق بشر اهل ایالات متحده آمریکا است. یک سازمان‌دهنده اجتماعی در ایالات نیواورلئان و لوئیزیانا ایالات متحده در سال ۲۰۰۵ بود. او در موضع سازمانده بخش نیواورلئان انجمن سازمان‌های جامعه برای اصلاحات الان خدمت کرد.
وی همچنین برندهٔ جایزه حقوق بشر رابرت اف. کندی به خاطر تلاشهایی که برای قربانیان توفند کاترینا انجام داد شده‌است.

## زندگی‌نامه
بردبری فارغ‌التحصیل دانشگاه دیلارد است که بعداً به عنوان معلم مدرسه دولتی مشغول به کار شد. او به عنوان یک سازمان‌دهنده جامعه از طریق کمیته اوموجا نیواورلئان فعال شد.
پس از توفند کاترینا، بردبری کمپین‌های مردمی را برای حمایت از مشارکت خانواده‌های کم درآمد در روند بهبودی سازماندهی کرد. در میان ابتکارات دیگر، او کمپینی را برای بخش نهم پایین واقع در یکی از محله‌هایی که کاترینا به شدت آسیب رسانده بود، رهبری کرد تا به جای تبدیل شدن به تالاب، به عنوان مسکن بازسازی شود.